# Barão de Inhaca
Barão de Inhaca é um título nobiliárquico criado por D. Carlos I de Portugal, por Decreto de 8 de Novembro de 1892, em favor de Alfredo Auerbach.
Titulares
1. Alfredo Auerbach, 1.º Barão de Inhaca.